# Esercito arabo (prima guerra mondiale)
L'esercito arabo, o anche esercito dell'Hegiaz, fu una forza armata araba formata durante la rivolta del 1916 dal re dell'Hegiaz al-Husayn ibn Ali, nominato "sultano degli Arabi" nello stesso anno, per combattere contro l'Impero ottomano al fianco del Regno Unito nell'ambito del teatro mediorientale della prima guerra mondiale allo scopo di liberare la penisola arabica dal giogo turco e riunificarla in un'unica nazione.
L'archeologo e scrittore britannico Thomas Edward Lawrence si distinse come comandante di questo esercito e divenne noto per le sue azioni come "Lawrence d'Arabia". Sotto il suo comando le milizie arabe, addestrate sotto l'ordinamento britannico, presero parte attivamente ai combattimenti e riportarono numerose vittorie contro gli ottomani come nella battaglia di Aqaba.